# 十八边形
十八边形是幾何學中所有有18條邊及18隻角的多邊形。
正十八邊形是有18邊的正多邊形。正十八邊形的每个內角為160°。

## 尺规作图
正十八边形不能仅用尺规作出。以下给出一个误差为0.0005°的近似作图：